# Dance of Death
A Dance of Death a brit Iron Maiden tizenharmadik nagylemeze, mely 2003. szeptember 8-án jelent meg világszerte, Japánban pedig szeptember 2-án. Az album a halál témakörével foglalkozik, nagyban utalva a haláltánc nevű késő középkori eredetű allegorikus műfajra, mely a költészetben, a képzőművészetben, a zenében és a színjátszásban egyaránt előfordul. Ez az első olyan albumuk, ahol Nicko McBrain is részt vett a dalszerzésben, aki a New Frontiernek volt társszerzője. Továbbá ennél az albumnál fordult elő először, hogy minden tag részt vett a dalszerzésben. Sokáig azt a híresztelést lehetett hallani, hogy a lemezen előforduló billentyűs aláfestéseket csak Steve Harris játszotta fel, mivel a zenekar állandó vendégbillentyűse, Michael Kenney tévesen nincs feltüntetve a boríton.
Kislemezként a Wildest Dreams-t és a Rainmakert adták ki, melyekhez videóklip is készült, valamint a Wildest Dreams-t már a lemezmegjelenés előtti nyári turnén is lehetett hallani.
A Montségur dal a 13. századi vallásháborúkról szól, amikor az egyház és III. Ince pápa keresztesháborút hirdetett meg a békés és mélységesen hívő katharok ellen. Az eretnekeknek Montsegurnál volt az utolsó erődítményük, de egy hosszas ostrom után lemészárolták őket. A Paschendale az első világháború egyik legkomolyabb vérontással járó ütközetéről, a harmadik ypres-i csatáról szól. Ennek megfelelően a szöveg súlyos, szomorú és lehangoló. A No More Lies, vagy a címadó Dance of Death a haláltánc mint műfaj, s mint gondolat erős megfogalmazása. Ez utóbbi az album leghosszabb dala, melynek van egy sztorimesélős, folkos jellege. Noha az album nem konceptlemez, de van egy átfogó jellegű hangulat, ami jellemzi az összes dalt.
A Face in the Sand azokról szól, akik csalódottak és kiábrándultak a modern életből. A másik üzenete pedig a dalnak, hogy nincsenek állandó dolgok. Az Age of Innocence a világ akkori aktuális eseményeivel foglalkozik. A vallás a már említett Montségur mellett a No More Liesben is kiemelt szerepet kap. Az albumot lezáró Journeyman az első teljesen akusztikus Iron Maiden dal, szimfonikus hangszereléssel alátámasztva. A dal arról szól, hogy az egész élet egy nagy utazás, amit úgy érdemes végigcsinálni, hogy az ember közben a szívére hallgat. Még akkor is érdemes azt az utat választani, amit a szív diktál, ha az akkor és ott komplett őrültségnek tűnik.
Zeneileg a Brave New World album által megkezdett progresszívebb irányvonal folytatódik, itt-ott szokatlan hangszerelési megoldásokkal. Ezt tükrözi négy olyan szám is, mely átlépi a 7 perces hosszat. A lemezt több helyen is átszövik kelta zenei hatások, mely leginkább a "No More Lies" és a "Montségur" dalokban teljesedik ki.
A CGI (film) által létrehozott borítót heves kritikák érték, ugyanis a rajongók nagy részének nem tetszett. Az album nagyrészt pozitív kritikákban részesült, bár pár rajongó szerint a lemez túl hosszú és unalmas.[forrás?]
A kiadvány azonban nemcsak a rajongók körében lett sikeres, hanem kereskedelmi szempontból is. A UK Albums Chart listáján a 2. helyen nyitott, de több országban is felkerült a slágerlisták élére.
A lemezt bemutató "Dance of Death World Tour" turnén a címadó dal alatt Bruce Dickinson színházi maszkokat és egy köpenyt öltött magára. A "Paschendale" előadása alatt pedig olyan brit gyalogos öltönyt viselt, melyet az első világháború idején használtak a katonák. A turné Dortmundban adott koncertjéről 2005 augusztusában DVD (és CD) felvétel jelent meg Death on The Road címmel.

## Számlista
|     | Cím               | Szerző(k)                            | Hossz |
| --- | ----------------- | ------------------------------------ | ----- |
| 1.  | Wildest Dreams    | Adrian Smith, Steve Harris           | 3:52  |
| 2.  | Rainmaker         | Bruce Dickinson, Dave Murray, Harris | 3:48  |
| 3.  | No More Lies      | Steve Harris                         | 7:22  |
| 4.  | Montségur         | Dickinson, Janick Gers, Harris       | 5:50  |
| 5.  | Dance of Death    | Gers, Harris                         | 8:36  |
| 6.  | Gates of Tomorrow | Dickinson, Gers, Harris              | 5:12  |
| 7.  | New Frontier      | Dickinson, Smith, Nicko McBrain      | 5:04  |
| 8.  | Paschendale       | Smith, Harris                        | 8:28  |
| 9.  | Face in the Sand  | Dickinson, Smith, Harris             | 6:31  |
| 10. | Age of Innocence  | Murray, Harris                       | 6:10  |
| 11. | Journeyman        | Dickinson, Smith, Harris             | 7:07  |

## Közreműködők
- Bruce Dickinson – ének
- Dave Murray – gitár
- Janick Gers – gitár
- Adrian Smith – gitár, vokál
- Steve Harris – basszusgitár, billentyűs hangszerek, vokál
- Nicko McBrain – dob
- Michael Kenney – billentyűs hangszerek